# De Nieuwe Standaard
De Nieuwe Standaard was een Nederlandstalig Belgisch dagblad.

## Geschiedenis
De krant was een voortzetting van De Standaard, die een publicatieverbod van twee jaar had gekregen na beschuldigingen van collaboratie met de Duitsers in de Tweede Wereldoorlog. Nog tijdens de oorlog werd de familie Sap, eigenaar van De Standaard, benaderd door de West-Vlaamse industriëlen Tony Herbert en Léon Bekaert. Zij wilden "een poging wagen om de onderneming te redden en haar dienstbaar te maken aan de door hen in Vlaanderen en België nagestreefde vernieuwingen". Er werd een huurovereenkomst gesloten voor de gebouwen, de drukkerij en de titels (waaronder ook Het Nieuwsblad), die zou lopen tot begin 1947.
Directeur werd Camille Van Deyck, met Betsy Hollants als hoofdredacteur, terwijl de financiële kant werd verzorgd door Léon Bekaert. Op 8 november 1944 werd de De Gids N.V. opgericht. Twee dagen later werd de titel veranderd in De Nieuwe Standaard, met als ondertitel "Dagblad voor staatkundige, cultureele, sociale en economische belangen". De krant nam afstand van het Vlaams-nationalisme van haar vooroorlogse voorganger. In mei 1945 werd Betsy Hollants vervangen door Maurice Roelants. Wanneer deze, evenals Camille Van Deyck de krant verliet, werden beide functies uitgeoefend door Jan De Spot. Toen in 1947 De Standaard weer mocht verschijnen werd na een kleine krantenoorlog tussen De Standaard N.V. en De Gids N.V., de krant omgedoopt tot De Nieuwe Gids, terwijl Het Nieuwsblad werd omgedoopt tot 't Vrije Volksblad.
In 1945 maakte de stripreeks Suske en Wiske zijn intrede in het dagblad. Daarnaast werd Marc Sleen de permanente huiscartoonist.